# Mae-hyōga Rock
Der Mae-hyōga Rock (japanisch 前氷河岩 Mae-hyōga-iwa, norwegisch Ytre Brenabben, beiderseits übersetzt Äußerer Gletscherfelsen) ist ein Nunatak an der Prinz-Harald-Küste im ostantarktischen Königin-Maud-Land. Er ragt 5 km nordwestlich des Oku-hyōga Rock an der Ostflanke des Shirase-Gletscher auf.
Luftaufnahmen und Vermessungen einer 1957 bis 1962 dauernden japanischen Antarktisexpedition, infolge derer auch die Benennung erfolgte, dienten seiner Kartierung. Das Advisory Committee on Antarctic Names übertrug die japanische Benennung 1968 in einer Teilübersetzung ins Englische.